# 跨马虫属
跨马虫属是一属生活在早寒武世澄江生物群的节肢动物。该属包括宽跨马虫（Kuamaia lata）和刺跨马虫（Kuamaia muricata）两种，有观点认为刺状菱头虫（Rhombicalvaria acantha）应当被并入该属。

## 词源
该属属名指帽天山剖面以西的跨马村，模式种种加词来自于拉丁语“latus（宽的）”，刺跨马虫的种加词则来自拉丁语“ muricatus（有刺的）”

## 特征
躯体宽大，呈次椭圆形。头甲亚梯形，前部具一口板前骨片，保存有一对眼、触角和四对头部附肢。胸部具7-9个体节，每个体节对应一对双肢型附肢。臀板具1-3对侧刺和尾刺。